# ドラセナ (曲)
「ドラセナ」は、大塚愛の楽曲。2018年4月7日にTVサイズ、6月16日にフルサイズが配信リリースされた後、9月5日にavex traxから彼女の25枚目のシングルとしてCDがリリースされた。

## 解説
CDシングルとしては前作「私」から約1年7か月ぶりのリリース。
初回生産限定盤と通常盤の2種類でリリース。初回生産限定盤にはMV等を収録したDVDと、大塚の書下ろしによる絵本「キミとボク」が付属する。

## 収録曲
| 全作詞・作曲: aio。 |                                |           |            |           |                                  |      |
| #                   | タイトル                       | 作詞      | 作曲・編曲 | 編曲      | 備考                             | 時間 |
| 1.                  | 「ドラセナ」                   | aio       | aio        | aio×hiroo | ストリングスアレンジ：hiroo×美央 | 5:44 |
| 2.                  | 「あっかん べ」                | aio       | aio        | aio×cap   |                                  | 3:52 |
| 3.                  | 「RounD」                      | aio       | aio        | aio×cap   |                                  | 5:03 |
| 4.                  | 「ドラセナ (Instrumental)」    | aio       | aio        |           |                                  | 5:43 |
| 5.                  | 「あっかん べ (Instrumental)」 | aio       | aio        |           |                                  | 3:52 |
| 6.                  | 「RounD (Instrumental)」       | aio       | aio        |           |                                  | 5:00 |
| 合計時間:           | 合計時間:                      | 合計時間: | 合計時間:  | 29:16     |                                  |      |

| #  | タイトル                                                      | 作詞 | 作曲・編曲 | 時間 |
| -- | ------------------------------------------------------------- | ---- | ---------- | ---- |
| 1. | 「ドラセナ -Music Video-」                                    |      |            | 5:45 |
| 2. | 「Memories of LOVE HONEY THEATER TOUR 〜映画館でえーがな!〜」 |      |            |      |

### 曲解説
1. ドラセナ
テレビ東京系テレビアニメ『ポチっと発明 ピカちんキット』エンディングテーマ（2018年4月7日放送分 - ）[2]。
「幸せになるヒントは、常に自分の中にある」というテーマのミディアムバラードナンバー[2][6]。曲名になっている「ドラセナ」は日本において「幸福の木」とも呼ばれている[注 1]植物で、大塚も実際に育てている[2][6]。
大塚は本曲について、「大切な人の幸せを願えることが自分の幸せになった時、愛というものに触れるのかなと思いました。この楽曲に触れることで、そんなことを感じていただければ嬉しいです。」と話している[6]。
芦屋市制施行80周年記念映画として製作された映画「あしやのきゅうしょく」の主題歌に決定。[7]
2. あっかん べ
dTVオリジナルドラマ『婚外恋愛に似たもの』主題歌[4][5][8]。2018年7月11日より先行配信が開始された[4][8]。
「日々の恋愛や人間関係に悩まされている女性たちへ贈る痛快ソング」がキャッチフレーズ[5]。
3. RounD
大塚がトミタ栞に提供した同名曲（アルバム『もしもワールド』収録）のセルフカバー。